# Камила Мендес
Камила Караро Мендес (на английски: Camila Carraro Mendes) е американска актриса и певица. Известна е с ролята си на Вероника Лодж в сериала „Ривърдейл“.

## Ранен живот
Мендес е родена на 29 юни 1994 г. в Шарлътсвил, Вирджиния. Родителите ѝ са с бразилски корени. Семейството ѝ се премества да живее в различни градове 16 пъти, но по-голямата част от детството си прекарва във Флорида. Живее и една година в Бразилия.
През май 2016 г. Мендес завършва университета по изкуства в Ню Йорк. През 2018 г. Мендес участва в клипа към песента на Маги Роджърс „Give a Little“.

## Кариера
Първата актьорска изява на Камила е в реклама на IKEA.
През 2016 г. Мендес получава главна роля в сериала „Ривърдейл“, където играе в ролята на Вероника Лодж.
През февруари 2018 г. прави своя дебют в игрален филм в ролята на Морган във филма „Новия романтик“. През същия месец играе и в романтичната комедия „Перфектна среща“ заедно с Лаура Марано, Мат Уолш и Ноа Сентинео. Филмът е пуснат в Netflix на 12 април 2019 г. През 2020 г. тя се появява в аплодираната от критиката научнофантастична комедия „Палм Спрингс“.

## Личен живот
Мендес заявява, че е претърпяла дискриминация от Холивуд и че при прослушване за герои от латиноамерикански произход те ѝ казали „Не изглеждаш достатъчно латиноамериканска.“ Мендес има бразилски корени и определя себе си като латиноамериканка, също така тя говори португалски.